# Det kongelige danske Selskab for Fædrelandets Historie
Det kongelige danske Selskab for Fædrelandets Historie blev stiftet 8. januar 1745 med Jacob Langebek som initiativtager. Selskabets formål har fra begyndelsen været at fremme viden om Danmarks historie, hvilket primært er sket gennem udgivelsen af tidsskriftet Danske Magazin. Her er der blevet publiceret både aktstykker og historiske afhandlinger under mottoet Til Fleres Nytte. Mottoet ses i den vignet, som hvert bind af Danske Magazin er forsynet med. Vignetten forestiller høstarbejdere, der indsamler tilbageblevne aks på en afhøstet mark.
Selskabets navn har varieret noget gennem tiden. Således hed det Et Til det Danske Sprogs og Histories Forbedring Samlet Selskab (1745), det med Kongelig Tilladelse oprettede Selskab til det Danske Sprogs og den Danske Histories Forbedring (1746), Det Kongelige Danske Selskab til den Nordiske Histories Forbedring (1747-1810) og Det Kongelige Danske Selskab for Fædrelandets Historie og Sprog (1810-1936) (oprindelig brugtes stavemåden Fædrenelandet, der stadig 1847 anvendtes i en stadfæstelse af selskabets tidligere kongelige benådningsbreve, men allerede 1824 ses den senere stavemåde brugt i et af selskabet udgivet skrift), før det fik sit nuværende navn.
Danske Magazin udkom regelmæssigt i perioden 1745-1752, men herefter skulle der gå 32 år før man igen i 1784 tog fat. Man besluttede sig for at skifte titel til Nye Danske Magazin (i dag betegnes udgivelserne under denne titel sædvanligsvis som 2. række). Udgivelsestempoet var dog ikke imponerende, og første bind lå således først klar i 1796. Og først i 1806 tog man fat på andet bind. Mere regelmæssige udgivelser begyndte først igen i 1843, hvor man vendte tilbage til den oprindelige titel. Det må dog stadig betragtes som et af de mest uregelmæssigt udgivne tidsskrifter.
Ud over Danske Magazin har selskabet stået bag en række kildeudgaver. I de første år var der også en betydelig virksomhed med indsamling af originale aktstykker, men denne del af arbejdet fik med årene mindre betydning. Selskabets samling af håndskrifter blev i 1847 overført til Det Kongelige Bibliotek, mens diplomerne og papirsbrevene blev deponeret i Gehejmearkivet 25. juni 1849, siden Rigsarkivet, og 1917 afgivet til dette. Selskabets samlinger af oldsager, mønter, portrætter og trykte bøger var allerede i 1822 blevet afhændet. Oldsagerne kom til Oldnordisk Museum, mønterne til Det Kongelige Møntkabinet, portrætterne til portrætsamlingen på Frederiksborg, mens bøgerne blev bortauktioneret.

## Selskabets segl
13. juni 1747 fik selskabet kongelig godkendelse af et segl, som dog sjældent ses brugt. Fra 1748 findes Langebeks egen beskrivelse af det:
"Det forestiller en Deel af det kongelig danske Vaaben, nemlig den gamle gothiske eller vendiske Drage, som tillige kan være en Devise eller Afbildning paa Videnskaber og Antiqviteter. Dragen er Guld i rødt Feldt. Omkring Skjoldet er en blaa Rand eller Limbus, hvorudi sees elleve Guldkugler, der forestille en Skat, som Dragen tager vare paa, og har hensigt til de adskillige curieuse Ting, som Selskabet har begyndt at samle paa til Ære for Fædernelandet og til Befordring i deres Forehavende. Oven paa Skjoldet staaer en gammeldags fyrstelig Guldkrone og ved hver Side en Vildmand med sin kølve som Skjoldholdere, begge lodne, for at betegne Alderdommen. På Foden under Skjoldetfindes Aarstallet 1747 og i Omkredsen læses: Det kongelige danske Selskabs Segl." (citeret fra Werlauff 1847, s. 25)

## Ledelse
Ledelsen af selskabet kaldes forstanderskabet, der har haft forskellig sammensætning. I sin nuværende skikkelse består det af en forstander, en sekretær og en kasserer, der vælges for fem år. Siden 1936 har det kun været muligt at genvælge forstanderen én gang, hvilket man dog afveg fra en enkelt gang i 1955, hvor man via en midlertidig ændring af lovene genvalgte Knud Fabricius.
Tidligere havde selskabet en viceforstander (1808–1834), en bibliotekar (1813–1845) og en arkivar (1817–1927).

### Forstandere
- Jacob Langebek: 8. januar 1745 – 16. august 1775 (død)
- Henrik Hielmstierne (sammen med Bolle Willum Luxdorph) fungerede tilsyneladende som forstander 1775–1780
- Peter Friderich Suhm: 21. marts 1781 – 7. september 1798 (død)
- Michael Treschow: 21. november 1798 – 5. juni 1816 (død)
- Abraham Kall: 3. juli 1816 – 5. december 1821 (død)
- Ove Malling: 19. december 1821 – 17. november 1829 (død)
- Laurids Engelstoft: 9. december 1829 – 14. marts 1851 (død)
- Caspar Frederik Wegener: 28. april 1851 – 22. oktober 1866
- Peder Goth Thorsen: 22. oktober 1866 – 18. september 1882
- Christian Walter Bruun: 18. september 1882 – 10. oktober 1892
- Peter Edvard Holm: 10. oktober 1892 – 18. maj 1915 (død)
- Johannes Steenstrup: 12. oktober 1915 – 3. august 1935 (død)
- Aage Friis: 31. oktober 1935 – 8. februar 1945
- Knud Fabricius: 8. februar 1945 – 28. januar 1960
- Holger Hjelholt: 28. januar 1960 – 27. januar 1965
- Povl Bagge: 27. januar 1965 – 30. januar 1975
- Svend Ellehøj: 30. januar 1975 – 20. februar 1985
- Kristian Hvidt: 20. februar 1985 – 22. marts 1995
- Vagn Skovgaard-Petersen: 22. marts 1995 – 11. maj 2005
- Niels-Knud Liebgott: 11. maj 2005 –
- Ulla Kjær:

### Sekretærer
- Jonas Ramus: 8. januar 1745 – 28. august 1765 (død)
- Bertel Christian Sandvig: 21. marts 1781 – 12. marts 1786 (død)
- Jens Jacob Weber: 15. maj 1786 – 16. juni 1805 (død)
- Erich Christian Werlauff: 2. februar 1806 – 14. april 1813
- Iver Qvistgaard: 14. april 1813 – 15. januar 1817
- Frederik Vilhelm Casper Benzon: 15. januar 1817 – 15. januar 1824
- Janus Lauritz Andreas Kolderup-Rosenvinge: 15. januar 1824 – 10. juni 1839
- Niels Matthias Petersen: 10. juni 1839 – 27. november 1848
- Caspar Frederik Wegener: 27. november 1848 – 28. april 1851
- Tyge Alexander Becker: 28. april 1851 – 12. juni 1860
- Michael Nicolai Christopher Kall Rasmussen: 12. juni 1860 – 12. marts 1863 (død)
- Christian Ulrik Adolph Plesner: 11. maj 1863 – 2. juli 1882 (død)
- Carl Frederik Bricka: 18. september 1882 – 12. maj 1903
- Anders Thiset: 12. maj 1903 – 14. juli 1917 (død)
- Laurs Rasmus Laursen: 16. oktober 1917 – 2. januar 1936 (død)
- Jørgen Olrik: 9. marts 1936 – 20. februar 1941
- Bjørn Kornerup: 20. februar 1941 – 20. april 1950
- Fridlev Skrubbeltrang: 20. april 1950 – 14. april 1955
- Georg Galster: 14. april 1955 – 27. januar 1965
- Sigurd Jensen: 27. januar 1965 – 29. januar 1970
- Viggo Sjøqvist: 29. januar 1970 – 14. februar 1980 (fungerede til 1. september 1980)
- Kai Hørby: 14. februar 1980 – 14. marts 1990 (trådte først i funktion 1. september 1980 pga. udenlandsrejse)
- Esben Albrectsen: 14. marts 1990 – 22. marts 1995
- Jørgen Steen Jensen: 22. marts 1995 – 22. marts 2000
- Erik Nørr: 22. marts 2000 –
- Erik Gøbel:

### Kasserere
- Jacob Stendrup: 10. juni 1811 – 22. april 1818
- Frederik Vilhelm Casper Benzon: 22. april 1818 – 18. april 1822
- Christian Jürgensen Thomsen: 18. april 1822 – 4. marts 1839
- Peder Vilhelm Jacobsen: 3. marts 1839 – 13. maj 1848 (død)
- Johannes Ephraim Larsen: 27. november 1848 – 17. november 1856 (død)
- Hans Georg Garde: 1. december 1856 – 20. april 1867
- Christian Frederik Herbst: 20. april 1867 – 18. september 1882
- Oluf Nielsen: 18. september 1882 – 10. oktober 1892
- Kristian Erslev: 10. oktober 1892 – 24. september 1912
- William Christensen: 24. september 1912 – 9. marts 1936
- Carl Sehested Christiansen: 9. marts 1936 – 20. februar 1941
- Holger Hjelholt: 20. februar 1941 – 20. april 1950
- Georg Galster: 20. april 1950 – 14. april 1955
- Bjørn Kornerup: 14. april 1955 – 5. november 1957 (død)
- Holger Hjelholt: 12. december 1957 – 28. januar 1960
- Povl Bagge: 28. januar 1960 – 27. januar 1965
- Kristof Glamann: 27. januar 1965 – 29. januar 1970
- Niels Skyum-Nielsen: 29. januar 1970 – 7. februar 1974
- Svend Ellehøj: 7. februar 1974 – 30. januar 1975
- Svend Gissel: 30. april 1975 – 15. marts 1979
- Kristian Hvidt: 15. marts 1979 – 20. februar 1985
- Esben Albrectsen: 20. februar 1985 – 14. marts 1990
- Anders Monrad Møller: 14. marts 1990 –

### Viceforstandere
- Abraham Kall: 11. april 1808 – 16. november 1808
- Mads Fridsch: 16. november 1808 – 1808
- Abraham Kall: 1810 – 3. juli 1816
- Rasmus Nyerup: 10. juli 1816 – 28. juni 1829 (død)
- Peter Erasmus Müller: 9. december 1829 – 4. september 1834 (død)

### Bibliotekar
- Christian Molbech: 14. april 1813 – 1845

### Arkivarer
- Frederik Vilhelm Casper Benzon: 15. januar 1817 – 15. januar 1824
- Christian Molbech: 15. januar 1824 – 27. november 1848
- Hans Mathias Velschow: 27. november 1848 – 8. juli 1862 (død)
- Tyge Alexander Becker: 8. december 1862 – 9. november 1869
- Christian Walter Bruun: 24. april 1871 – 18. september 1882
- Sophus Birket-Smith: 18. september 1882 – 10. oktober 1892
- Julius Albert Fridericia: 10. oktober 1892 – 28. oktober 1912 (død)
- Kristian Erslev: 27. maj 1913 – 21. september 1927

## Medlemmer
I selskabets oprindelige love var det fastslået, at selskabet skulle have mindst syv medlemmer, og disse skulle være "lige gode" og have samme stemme, når det gjaldt beslutninger angående selskabet. Optagelse af nye medlemmer skulle således ske efter afstemning blandt medlemmerne, hvor almindeligt stemmeflertal var udslagsgivende. Nye medlemmer skulle findes blandt dem, der måtte formodes at kunne bidrage litterært til selskabets arbejde. De skulle betale 20 rigsdaler ved indtrædelse i selskabet og siden 8 rigsdaler årligt i kontingent.
I 1810 blev selskabet slået sammen med Det kongelige danske genealogiske og heraldiske Selskab, hvorved medlemmerne af dette nu blev medlemmer af Det kongelige danske Selskab for Fædrelandets Historie 24. januar 1810. Der blev også vedtaget nye love (offentliggjort i 1813) og ifølge disse blev medlemmerne nu delt i to klasser: Ordentlige medlemmer, der ville og kunne arbejde direkte for selskabets formål, og overordentlige medlemmer, der ikke ville påtage sig forpligtelser i den retning, men ønskede at understøtte selskabets formål. De overordentlige medlemmer skulle betale 16 rigsdaler årligt i kontingent, det dobbelte af de ordentlige. Nu krævede indvalg af ordentlige medlemmer 2/3 af stemmerne blandt de ordentlige medlemmer, mens overordentlige kunne vælges med almindeligt stemmeflertal.
Ved næste lovændring i 1845 blev antallet af ordentlige medlemmer sat til 16 indenlandske og 8 udenlandske; dog kunne de indenlandske medlemmers tal øges til 20, hvis fire medlemmer bosatte sig udenfor København. Kontingentbetalingerne bortfaldt, og de overordentlige medlemmer blev til æresmedlemmer. Der blev dog aldrig udnævnt æresmedlemmer og det sidste overordentlige medlem var blevet valgt i 1822. Ordentlige medlemmer skulle vælges med 2/3 af stemmer på et møde, hvor mindst 3/4 af de københavnske medlemmer var til stede. Æresmedlemmer krævede stemmeenighed blandt de fremmødte.
I 1936 blev vedtaget love, der øgede medlemsantallet til 25 indenlandske og 10 udenlandske medlemmer. Forslag om nye medlemmer skulle fremsættes ved det første møde efter nytår og vælges på det følgende møde. 1966 blev antallet af medlemmer øget til 30 indenlandske, i 1975 til 40 indenlandske og 15 udenlandske over en femårig periode, 1984 til 50 indenlandske og 20 udenlandske over en femårig periode og endelig 1993 til 60 indenlandske over en femårig periode.
Selskabet holder fast ved en gammel tradition, idet medlemmer indvælges ved såkaldt ballotering. I forårshalvåret fremsættes på det første af de to møder forslag til nye medlemmer. Ved det andet forårsmøde balloteres der, idet hver af de tilstedeværende får udleveret en lille elfenbenskugle, hvorefter man i tur og orden går til "balloteringsmaskinen". Denne ligner et lille dueslag med to skuffer forneden, en sort og en hvid. Man stikker hånden ind og manipulerer sin kugle i den ene eller anden skuffe, så det bliver enten ja eller nej – "stemmer ikke" kan altså ikke lade sig gøre. Ceremonien foregår sædvanligvis under en del munterhed, og det fortælles om en kendt dansk historiker, at han til nogen forvirring forlystede sig med at anbringe et stykke tyggegummi som ekstrakugle.[kilde mangler] Selskabets medlemmer er sig ganske bevidst, at dette er en såre lukket forening af ganske udemokratisk karakter, men undskylder sig med, at "sådan har det været siden 1745, og det kan vi da ikke sådan lave om på".
Den nedenstående oversigt over selskabets medlemmer er ordnet kronologisk efter det tidspunkt, hvor pågældende indtrådte i selskabet og dette tidspunkt er anført efter navnet. Når datoen er i parentes, angiver det, at datoen er det første tidspunkt, hvor vedkommende findes nævnt som medlem, men ikke nødvendigvis den præcise dato, hvor vedkommende blev medlem. Hvis intet andet er nævnt forblev vedkommende medlem til sin død.

### Overordentlige medlemmer
- Joachim Godske Moltke: 1813
- Frederik Moltke: 1813
- Johan Bülow: 1813
- Johan Ludvig Brockenhuus: 1813
- Michael Treschow: 1813
- Hans de Brinck-Seidelin: 19. april 1815
- Edler von Schönfeld: 27. marts 1816
- Niels Rosenkrantz: 8. oktober 1817
- Adam Wilhelm Moltke: 10. januar 1822

### Ordentlige medlemmer
- Jacob Langebek: 8. januar 1745
- Jonas Ramus: 8. januar 1745
- Frands de Thestrup: 8. januar 1745
- Jacob Wilhelm von Aspern: 8. januar 1745
- Daniel von Bergen: 8. januar 1745
- Henrik Hielmstierne: (15. januar) 1745
- Terkel Klevenfeldt: 12. marts 1745
- Bolle Willum Luxdorph: (16. december) 1746
- Tycho de Hofman: (23. december) 1746
- Hans Christopher Hersleb: 20. januar 1747
- Christian Grave: 11. marts 1747
- Christian Mørch: 26. oktober 1747
- Lars Terpager: 1748
- Frederik Hammond: (1750)
- Hans de Hofman: (1750)
- Peter Friderich Suhm: (1750)
- Carl Deichman: 11. juni 1750
- Iver Madsen Wiel: (1751)
- Gerhard Schøning: (før 17. april) 1751
- Vilhelm Bornemann: (1777)
- Adolph Gotthard Carstens: (1777)
- Jon Erichsen: (1777)
- Peder Kofod Ancher: (1777)
- Frederik Christian Sevel: (1777)
- Christian Friedrich Temler: (1777)
- Johan Samuel Augustin: (1781)
- Christian Frederik Jacobi: (1781)
- Frederik Adam Müller: 21. marts 1781
- Bertel Christian Sandvig: 21. marts 1781
- Michael Treschow: 21. marts 1781
- Peter Uldall: 21. marts 1781
- Christian Eberhard Voss: 21. marts 1781
- Jens Jacob Weber: 15. maj 1786
- Niels Scythe: 14. december 1791
- Stephan Hofgaard Cordsen: 6. februar 1793
- Mads Fridsch: 6. februar 1793
- Abraham Kall: 6. februar 1793
- Rasmus Nyerup: 6. februar 1793
- Holger Christian Reiersen: 6. februar 1793
- Skúli Thorlacius: 6. februar 1793
- Jørgen Kierulf: 22. april 1795
- Ove Malling: 22. april 1795
- Halvor Andersen: 28. marts 1800
- Carsten Tank Anker: 28. marts 1800
- Grímur Jónsson Thorkelin: 28. marts 1800
- Erich Christian Werlauff: 21. februar 1806
- Daniel Gotthilf Moldenhawer: 16. december 1806
- Friedrich Christian Carl Hinrich Münter: 16. december 1806
- Johan Frederik Vilhelm Schlegel: 16. december 1806
- Christopher Schøller Bülow: 9. marts 1808. Betragtet som udtrådt 19. december 1821.
- Lauritz Schebye Vedel Simonsen: 21. september 1808
- Hans Heinrich Behrmann: 16. november 1808
- Ernst Albrecht von Bertouch: 24. januar 1810
- Preben Bille-Brahe: 24. januar 1810
- Niels Hofman Sevel Bloch: 24. januar 1810
- Johan Ludvig Brockenhuus: 24. januar 1810
- Johan Bülow: 24. januar 1810
- Emanuel Rasmus Grove: 24. januar 1810
- Peter Holm: 24. januar 1810
- Axel Rosenkrantz de Lasson: 24. januar 1810
- Johan Frederik Lindencrone: 24. januar 1810
- Frederik Moltke: 24. januar 1810
- Frederik Ludvig Moltke: 24. januar 1810
- Engel Carl Ernst Schack: 24. januar 1810
- Jacob Stendrup: 24. januar 1810
- Olaf Stephensen: 24. januar 1810
- Christian August Valentiner: 24. januar 1810
- Niels Henrich Weinwich: 24. januar 1810
- Frederik Oldenburg: 3. marts 1813
- Gottsche Hans Olsen: 3. marts 1813
- Iver Qvistgaard: 3. marts 1813
- Frederik Thaarup: 3. marts 1813
- Laurids Engelstoft: 3. marts 1813
- Peter Erasmus Müller: 3. marts 1813
- Jens Møller: 3. marts 1813
- Christian Ramus: 3. marts 1813
- Gustav Ludvig Baden: 3. marts 1813
- Bendix Djurhuus Prahl: 3. marts 1813
- Johan Paludan: 3. marts 1813
- Christian Molbech: 3. marts 1813
- Rasmus Christian Rask: 3. marts 1813
- Knud Henneberg: 2. juni 1813
- Snæbiørn Asgeirsen Stadfeldt: 2. juni 1813
- Cornelius Enevold Steenbloch: 2. juni 1813
- Frederik Vilhelm Casper Benzon: 2. juni 1813
- Andreas Mørch: 19. april 1815
- Børge Thorlacius: 19. april 1815
- Bendt Bendtsen: 11. september 1816
- Andreas Birch: 11. september 1816
- Jens Bloch: 11. september 1816
- Ludvig Heiberg: 11. september 1816
- Christian Jürgensen Thomsen: 16. oktober 1816
- Cornelius Wleugel: 15. januar 1817
- Johan Conrad Spengler: 11. juni 1817
- Johan Daniel Timotheus Manthey: 22. april 1818
- Janus Lauritz Andreas Kolderup-Rosenvinge: 10. januar 1822
- Knud Lyne Rahbek: 10. januar 1822
- Hector Frederik Janson Estrup: 4. januar 1822
- Anders Faaborg Mülertz: 20. maj 1824
- Ferdinand Heinrich Jahn: 8. maj 1827
- Holger Christian Reedtz: 10. april 1828
- Andreas Ludvig Jacob Michelsen: 14. marts 1829
- Finnur Magnússon: 25. marts 1830
- Niels Nicolaus Falck: 25. marts 1830
- Hans Mathias Velschow: 29. februar 1836
- Johannes Ephraim Larsen: 29. februar 1836
- Peder Vilhelm Jacobsen: 29. februar 1836
- Niels Matthias Petersen: 29. februar 1836
- Carl Christian Rafn: 29. februar 1836
- Peter Willemoes Becker: 3. december 1838
- Caspar Frederik Wegener: 18. november 1839
- Caspar Paludan-Müller: 18. november 1839
- Peter Nicolai Thorup: 2. december 1839
- Jacob Hornemann Bredsdorff: 2. december 1839
- Hans Georg Garde: 4. december 1843
- Hans Knudsen: 13. marts 1848
- Tyge Alexander Becker: 13. marts 1848
- Christian Thorning Engelstoft: 11. marts 1850
- Carl Ferdinand Allen: 11. marts 1851
- Michael Nicolai Christopher Kall Rasmussen: 1. marts 1852
- Peder Goth Thorsen: 1. marts 1852
- Ludvig Nicolaus Helveg: 28. februar 1859
- Frederik Schiern: 12. juni 1860
- Jens Jacob Asmussen Worsaae: 12. juni 1860
- Theodor August Jes Regenburg: 8. december 1862
- Peter Frederik Adolph Hammerich: 8. december 1862
- Christian Frederik Herbst: 8. december 1862
- Christian Ulrik Adolph Plesner: 8. december 1862
- Christian Walter Bruun: 21. november 1867
- Holger Frederik Rørdam: 21. november 1867
- Oluf August Nielsen: 24. april 1871
- Peter Edvard Holm: 24. april 1871
- Jacob Helms: 9. december 1873
- Johan Diderik Nicolai Blicher Grundtvig: 27. november 1876
- Christian Henrik Brasch: 27. november 1876
- Johann Gottfried Burman Becker: 6. december 1879
- Sophus Birket-Smith: 6. december 1879
- Carl Frederik Bricka: 18. september 1882
- Adolf Ditlev Jørgensen: 18. september 1882
- Johannes Christoffer Hagemann Reinhardt Steenstrup: 18. september 1882
- Julius Albert Fridericia: 24. september 1883
- Henry Petersen: 3. november 1884
- Carl Arnold Leopold Heise: 3. november 1884
- Kristian Erslev: 15. november 1886
- Anders Thiset: 9. marts 1896
- Arthur William Mollerup: 9. marts 1896. Udtrådt 1911.
- Camillus Nyrop: 26. april 1899
- Troels Frederik Troels-Lund: 3. oktober 1902
- Hans Thorvald Olrik: 18. april 1904
- William Christensen: 18. april 1904
- Laurs Rasmus Laursen: 24. oktober 1905
- Aage Friis: 24. oktober 1905
- Louis Bobé: 24. oktober 1905
- Peter Lauridsen: 13. marts 1908
- Hans Ludvig Schielderup Parelius Koch: 13. marts 1908
- Gustaw Ludvig Wad: 13. marts 1908
- Christian Villads Christensen: 24. september 1912
- Mouritz Mackeprang: 24. september 1912
- August Peder Tuxen: 27. maj 1913
- Knud Fabricius: 4. maj 1915
- Johannes Peder Lindbæk: 4. maj 1915
- Erik Arup: 12. oktober 1915
- Ellen Jørgensen: 16. oktober 1917
- Niels Neergaard: 20. november 1918
- Marcus Rubin: 20. november 1918
- Francis Beckett: 15. januar 1920
- Martin Clarentius Gertz 5. maj 1920
- Johannes Oskar Andersen: 21. november 1921
- Frants Eiler Nystrøm: 26. november 1926
- Axel Steffensen Linvald: 26. november 1926
- Poul Johannes Jørgensen: 26. november 1926
- Jørgen Olrik: 13. juni 1927
- P. Munch: 13. marts 1930
- Poul Nørlund: 13. marts 1930
- Hugo Matthiessen: 19. januar 1933
- Vilhelm Birkedal Lorenzen: 19. januar 1933
- Carl Sehested Christiansen: 12. december 1935
- Vilhelm Birkedal Barfod Dornonville de la Cour: 25. januar 1937
- Povl Engelstoft: 25. januar 1937
- Holger Hjelholt: 25. januar 1937
- Christian Axel Jensen: 25. januar 1937
- Troels Georg Jørgensen: 25. januar 1937
- Bjørn Stisgaard Kornerup: 25. januar 1937
- Theodor Alfred Müller: 25. januar 1937
- Albert Georg Olsen: 12. februar 1942
- Astrid Friis: 19. april 1945
- Carl Olaf Bøggild-Andersen: 10. februar 1948
- Christian Elling: 19. februar 1948
- Georg Galster: 10. marts 1949
- Fridlev Skrubbeltrang: 10. marts 1949
- Stig Asgerssøn Iuul: 16. marts 1950
- Povl Bagge: 16. marts 1950
- Aksel Erhard Christensen: 16. marts 1950
- Torben Krogh: 15. marts 1951
- Hans Hinrichsen Fussing: 28. februar 1952
- Troels Marstrand Trier Fink: 28. februar 1952
- Svend Bregendahl Aakjær: 28. februar 1952
- Jens Olav Bro-Jørgensen: 26. februar 1953
- Victor Hermansen: 26. februar 1953
- Erik Møller: 14. marts 1957
- Henry Bruun: 27. februar 1958
- Hal Koch: 27. februar 1958
- Albert Fabritius: 10. marts 1960
- Carl Andreas Christensen: 9. marts 1961
- Kristof Glamann: 9. marts 1961
- Sigurd Jensen: 29. marts 1962
- Axel Steensberg: 29. marts 1962
- Otto Norn: 7. marts 1963
- Kjeld Winding: 7. marts 1963
- Sune Dalgård: 11. marts 1965
- Svend Ellehøj: 17. marts 1966
- Johan Hvidtfeldt: 17. marts 1966
- Jørgen Hæstrup: 17. marts 1966
- Viggo Sjøqvist: 17. marts 1966
- Niels Skyum-Nielsen: 17. marts 1966
- Niels Knud Andersen: 30. marts 1967
- Georg Nørregård: 30. marts 1967
- Roar Skovmand: 30. marts 1967
- Johan Jørgensen: 14. marts 1968
- Troels Dahlerup: 23. april 1970
- Tage Holst Kaarsted: 23. april 1970
- Olaf Heymann Olsen: 23. april 1970
- Svend Gissel: 29. april 1971
- Aage Rasch: 29. april 1971
- Peter Kristjan Iversen: 18. april 1974
- Harald Ilsøe: 17. april 1975
- Kristian Hvidt: 29. april 1976
- Hans Chr. Johansen: 29. april 1976
- Niels Thomsen: 29. april 1976
- Vello Helk: 30. marts 1977
- Aksel Lassen: 30. marts 1977
- Kai Hørby: 10. maj 1978
- Anne Riising: 10. maj 1978. Udtrådt 2003.
- Erling Ladewig Petersen: 10. maj 1978
- Vagn Skovgaard-Petersen: 10. maj 1978
- H.P. Clausen: 17. maj 1979
- Inga Floto: 17. april 1980
- Jørgen Steen Jensen: 17. april 1980
- Svend Aage Hansen: 29. april 1981
- Bent Jensen: 29. april 1981
- Povl Eller: 26. maj 1982
- Ole Feldbæk: 26. maj 1982
- Esben Albrectsen: 26. maj 1982
- Inge Skovgaard-Petersen: 25. maj 1983
- Knud J.V. Jespersen: 23. maj 1984
- Hans Kirchhoff: 23. maj 1984
- Erik Ulsig: 29. maj 1985
- Leif Grane: 30. april 1986
- Harald Jørgensen: 30. april 1986
- Poul Enemark: 18. maj 1988
- Herluf Nielsen: 18. maj 1988
- Anders Monrad Møller: 18. maj 1988
- Lorenz Rerup: 18. maj 1988
- Birgit Nüchel Thomsen: 18. maj 1988
- Anders Pontoppidan Thyssen: 18. maj 1988
- Claus Bjørn: 31. maj 1989
- Ole Fenger: 31. maj 1989
- Karl-Erik Frandsen: 31. maj 1989
- Henning Poulsen: 31. maj 1989
- Aage Trommer: 31. maj 1989
- Hans Bagger: 30. maj 1990
- Per Boje: 30. maj 1990
- Ditlev Tamm: 30. maj 1990
- Johan Peter Noack: 20. maj 1992
- Henrik Becker-Christensen: 18. maj 1994
- Mogens Bencard: 18. maj 1994
- Steffen Heiberg: 18. maj 1994
- Henrik S. Nissen: 18. maj 1994
- Erik Nørr: 18. maj 1994
- Helge Gamrath: 31. maj 1995
- Birgit Løgstrup: 31. maj 1995
- Jens Christian Manniche: 31. maj 1995
- Niels-Knud Liebgott: 24. april 1996
- Bjørn Poulsen: 24. april 1996
- Frede P. Jensen: 30. april 1997
- Hans Kargaard Thomsen: 30. april 1997. Udtrådt 2002.
- Carsten Due-Nielsen: 13. maj 1998
- Martin Schwarz Lausten: 13. maj 1998
- Nanna Damsholt: 19. maj 1999
- Lars Henningsen: 19. maj 1999
- Grethe Ilsøe: 19. maj 1999
- Tore Nyberg: 19. maj 1999
- Gunner Lind: 23. maj 2000
- Ingrid Markussen: 23. maj 2000
- Tim Knudsen: 2. maj 2001
- Gunhild Nissen: 2. maj 2001
- John T. Lauridsen: 7. maj 2003
- Inger Dübeck: 5. maj 2004
- Per Ingesman: 5. maj 2004
- Charlotte Appel: 11. maj 2005
- Hans Schultz Hansen: 11. maj 2005
- Anne Løkke: 11. maj 2005
- Michael Bregnsbo: 26. april 2006
- Carsten Porskrog Rasmussen: 26. april 2006
- Anette Warring: 26. april 2006
- Lars Bisgaard: 30. maj 2007
- Karen Skovgaard-Petersen: 30. maj 2007
- Poul Villaume: 7. maj 2008
- Ulrik Langen: 13. maj 2009
- Jørgen Mikkelsen: 13. maj 2009
- Sebastian Olden-Jørgensen: 13. maj 2009
- Jørgen Hein: 26. maj 2010
- Jes Fabricius Møller: 26. maj 2010
- Ulla Kjær: 26. maj 2010
- Tyge Krogh: 26. maj 2010
- Kurt Villads Jensen: 26. maj 2010
- Søren Bitsch Christensen: 11. maj 2011
- Jan Pedersen: 11. maj 2011
- Leon Jespersen: 18. april 2012
- Kurt Jacobsen: 18. april 2012
- Nikolaj Petersen: 18. april 2012
- Poul Grinder-Hansen: 8. maj 2013
- Ning de Coninck-Smith: 8. maj 2013
- Rasmus Glenthøj: 21. maj 2014
- Grethe Jacobsen: 21. maj 2014
- Rasmus Mariager: 21. maj 2014
- Birgitte Bøggild Johannsen: 25. maj 2016
- Peter Zeeberg: 25. maj 2016
- Vivian Etting: 7. juni 2017
- Michael Gelting: 7. juni 2017
- Mikael Bøgh Rasmussen: 7. juni 2017
- Poul Duedahl: 16. maj 2018
- Bjørn Westerbeek Dahl: 16. maj 2018
- Morten Fink-Jensen: 16. maj 2018

### Udenlandske medlemmer
- David Steuart Erskine: 24. januar 1810
- Nils Henrik Sjöborg: 24. januar 1810
- Johan Gustaf Liljegren: 29. februar 1836
- Peter Wieselgren: 29. februar 1836
- Abraham Peter Cronholm: 29. februar 1836
- Ferdinand Josef Wolf: 29. februar 1836
- Erik Gustaf Geijer: 29. februar 1836
- Anders Fryxell: 29. februar 1836
- Johann Martin Lappenberg 29. februar 1836
- Johan Ernst Rietz: 4. december 1843
- Michael Birkeland: 21. november 1867
- Paul Edouard Didier Riant: 24. april 1871
- Torkel Halvorsen Aschehoug: 9. december 1873
- Gustaf Edvard Klemming: 6. december 1879
- Ludvig Daae: 23. april 1881
- Martin Johan Julius Weibull: 19. marts 1883
- Henrik Jørgen Huitfeldt-Kaas: 19. marts 1883
- Clas Theodor Odhner: 19. oktober 1891
- Gustav Storm: 19. oktober 1891
- Yngvar Nielsen: 18. april 1904
- Dietrich Schäfer: 18. april 1904
- Henrik Robert Teodor Emil Hildebrand: 13. maj 1909
- Ebbe Carsten Horneman Hertzberg: 11. maj 1910
- Absalon Taranger: 12. oktober 1915
- Lauritz Ulrik Absalon Weibull: 8. december 1916
- Oscar Albert Johnsen: 16. oktober 1917
- Halvdan Koht: 20. november 1918
- Sven Otto Henrik Rydbeck: 20. november 1918
- Arthur Gustaf Henrik Stille: 15. januar 1920
- Paul von Hedemann-Heespen: 13. juni 1927
- Edvard Bull: 29. oktober 1931
- Otto Brandt: 29. oktober 1931
- Curt Hugo Johannes Weibull: 29. oktober 1931
- Jacob Stenersen Worm-Müller: 3. maj 1934
- Nils Gabriel Ahnlund: 25. januar 1937
- Ludvig Vilhelm Albert Stavenow: 25. januar 1937
- Sven August Daniel Tunberg: 25. januar 1937
- Ludvig Magnus Bååth: 17. februar 1938
- Sverre Steen: 15. marts 1951
- Carl Ingvar Andersson: 14. april 1955
- Anders Sture Ragnar Bolin: 22. marts 1956
- Hilding Athanasius Pleijel: 22. marts 1956
- Johan Schreiner: 14. marts 1957
- Nils Erik Magnus Lönnroth: 9. marts 1961
- Asgaut Steinnes: 29. marts 1962
- Jerker Rosén: 12. marts 1964
- Jens Arup Seip: 12. marts 1964
- A. Folke Lindberg: 17. marts 1966
- Knut Mykland: 14. marts 1968
- Magne Skodvin: 18. april 1974
- Jörgen Weibull: 17. april 1975 (blev overført til udenlandsk medlem i 1977)
- Gunnar T. Westin: 17. april 1975
- Sven A. Nilsson: 29. april 1976
- Birgitta Odén: 29. april 1976
- Göran Rystad: 30. marts 1977
- Herman Schück: 17. april 1980
- Ottar Dahl: 26. maj 1982
- Knut Helle: 30. april 1986
- Eva Österberg: 30. april 1986
- Einer Bager: 10. juni 1987
- Kersten Krüger: 18. maj 1988
- Wolfgang Prange: 31. maj 1989
- Svend Tägil: 31. maj 1989
- Birgitta Fritz: 30. maj 1990
- Lars Hamre: 4. juni 1991
- Øystein Rian: 4. juni 1991
- Ståle Dyrvik: 18. maj 1994
- Harald Gustafsson: 31. maj 1995
- Zenon Hubert Nowak: 19. maj 1999
- Jens E. Olesen: 19. maj 1999
- Thomas Munck: 23. maj 2000
- Carl-Axel Gemzell: 7. maj 2003
- Lars Roar Langslet: 11. maj 2005
- Göran Larsson: 26. april 2006
- Helge Øystein Pharo: 26. april 2006
- Thomas Munch-Petersen: 30. maj 2007
- Hanne Sanders: 26. maj 2010
- Martin Krieger: 18. april 2012

## Ekstern henvisning
- Det kongelige danske Selskab for Fædrelandets Historie Arkiveret 13. november 2020 hos  Wayback Machine – hjemmeside for selskabet